# Vumilia
Vumilia è una circoscrizione rurale (rural ward) della Tanzania situata nel distretto di Urambo, regione di Tabora. Conta una popolazione di 10 258 abitanti (censimento 2012).